# Walton in Gordano
Walton in Gordano – wieś w Anglii, w hrabstwie ceremonialnym Somerset, w dystrykcie (unitary authority) North Somerset. Leży 18 km na zachód od miasta Bristol i 188 km na zachód od Londynu. W 2001 miejscowość liczyła 217 mieszkańców.